# André Gonzales
Pour les articles homonymes, voir Gonzales.
Gonzales  Zenteno est un nom espagnol. Le premier nom de famille, en général paternel, est Gonzales ; le second, en général maternel, souvent omis, est Zenteno.
André Alexander Gonzales Zenteno, né le 6 août 1998, est un coureur cycliste péruvien.

## Biographie
Chez les juniors, André Gonzales est notamment champion national en 2015 et cinquième du championnat panaméricain en 2016. Il devient également double champion du Pérou espoir en 2017, dans la course en ligne et le contre-la-montre. La même année, il remporte deux étapes d'une course disputée en Bolivie,. Il décroche par ailleurs cinq médailles aux championnats du Pérou sur piste. 
En 2018, il tente sa chance en Europe en rejoignant l'équipe continentale Start-Gusto, composée de plusieurs cyclistes sud-américains. Cette structure lui permet de participer à plusieurs compétitions ou kermesses professionnelles en Belgique. Il n'obtient toutefois aucun résultat notable. À l'automne, il s'impose sur la sixième étape du Tour du Guatemala, sous les couleurs de la sélection péruvienne. Il est aussi sacré champion du Pérou espoir sur route et champion national de poursuite individuelle. 
En mars 2019, il part en Espagne et intègre le club Cartagena-Patatas Pijo-Esetec.

## Palmarès sur route
- 2015
  -  Champion du Pérou sur route juniors[8]
- 2016
  - Tour du Pérou
- 2017
  -  Champion du Pérou sur route espoirs
  -  Champion du Pérou du contre-la-montre espoirs
  - 2e et 3e étapes du Tour de Cochabamba
- 2018
  -  Champion du Pérou sur route espoirs
  - 6e étape du Tour du Guatemala
- 2019
  - 4e étape du Tour du Guatemala
- 2025
  - Classement général du Tour de Mendoza

### Classements mondiaux
| Année            | 2018 | 2019 |
| ---------------- | ---- | ---- |
| UCI America Tour | 143e | 317e |

## Palmarès sur piste

### Championnats panaméricains
- Aguascalientes 2018
  - Huitième de la course aux points[11].
  - Dixième de la poursuite par équipes[12].
  - Douzième de la poursuite individuelle[13].

### Championnats nationaux
- 2017
  - 2e du championnat du Pérou de vitesse
  - 2e du championnat du Pérou de poursuite
  - 2e du championnat du Pérou de course aux points[14]
  - 3e du championnat du Pérou du kilomètre[15]
  - 3e du championnat du Pérou du scratch[16]
- 2018
  -  Champion du Pérou de poursuite